# Berneray

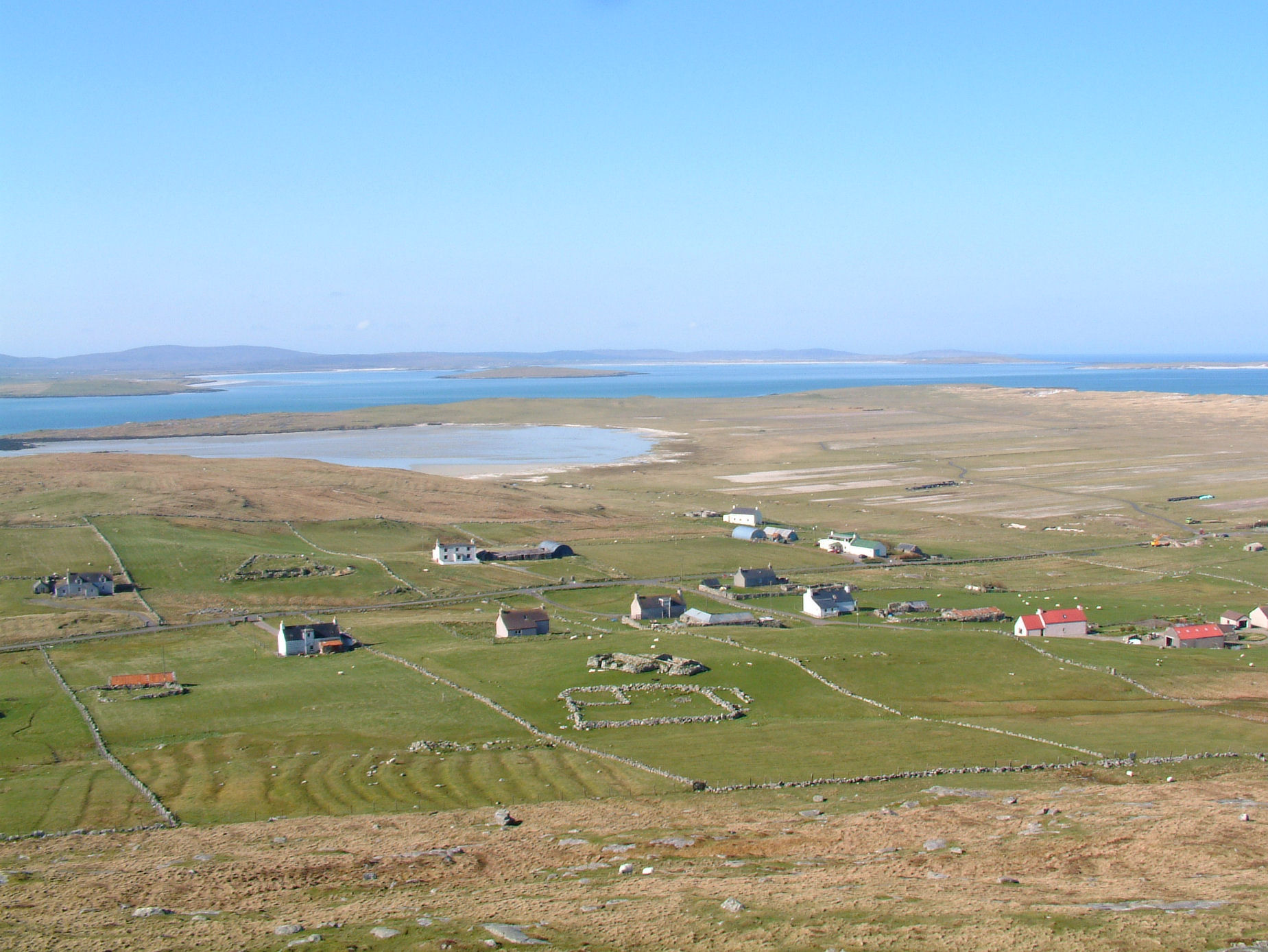
Osada Borve se zúrodněnými machairs

Berneray (gaelsky Beàrnaraigh na Hearadh, staronorsky Bjarnar-øy, „Bjornův ostrov“ nebo „Medvědí ostrov“), je ostrov ve skotských Vnějších Hebridách. Podle sčítání lidu v roce 2011 zde žije 138 stálých obyvatel, pro mnoho z nich je rodným jazykem gaelština. Hlavním zdrojem příjmů je rybářství, drobné farmářství a turismus. Největším místem osídlení je Borve.

## Geografie

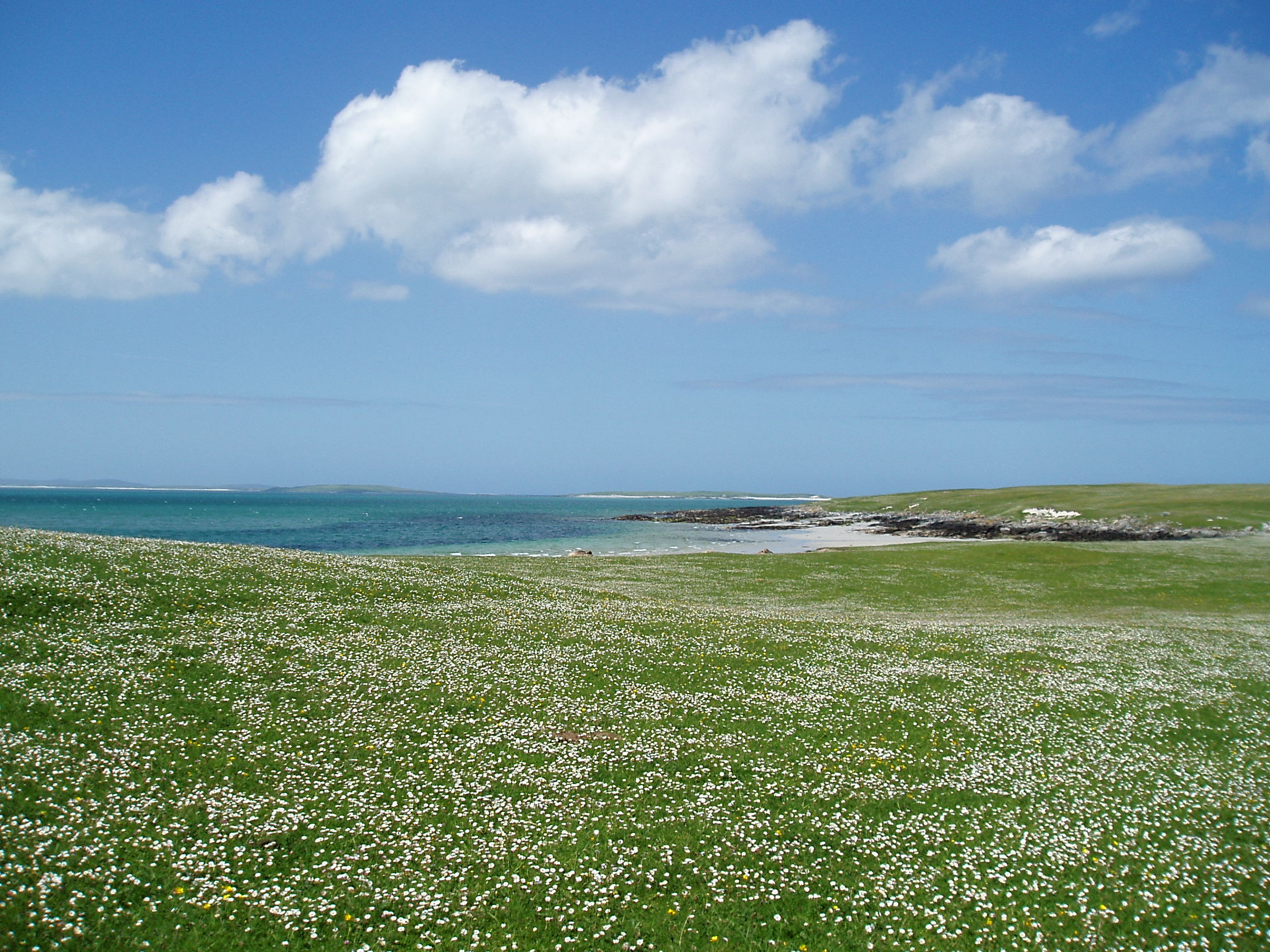
Kvetoucí machair na západě ostrova

Rozloha ostrova je 10 km². Leží mezi ostrovy North Uist a Harris. Nejvyšším bodem ostrova je 93 m vysoký Beinn Shlèibhe (anglicky Moor Hill). Dominantním typem půd na ostrově jsou machairs – plochá území z naplavenin, porostlá vegetací, zúrodněná přírodními hnojivy a příležitostně užívaná k obdělávání.

## Památky a historie
Ostrov byl obydlen už v době bronzové, možná i dříve. Na ostrově jsou kamenné kruhy a známky vikingského osídlení.

## Dostupnost
Silniční most (s průchody pro vydry a kraby) spojuje Berneray se Severním Uistem (North Uist). Pravidelná lodní linka k ostrovu zajíždí z Leverburghu na ostrově Harris.